# الصفقة العادلة

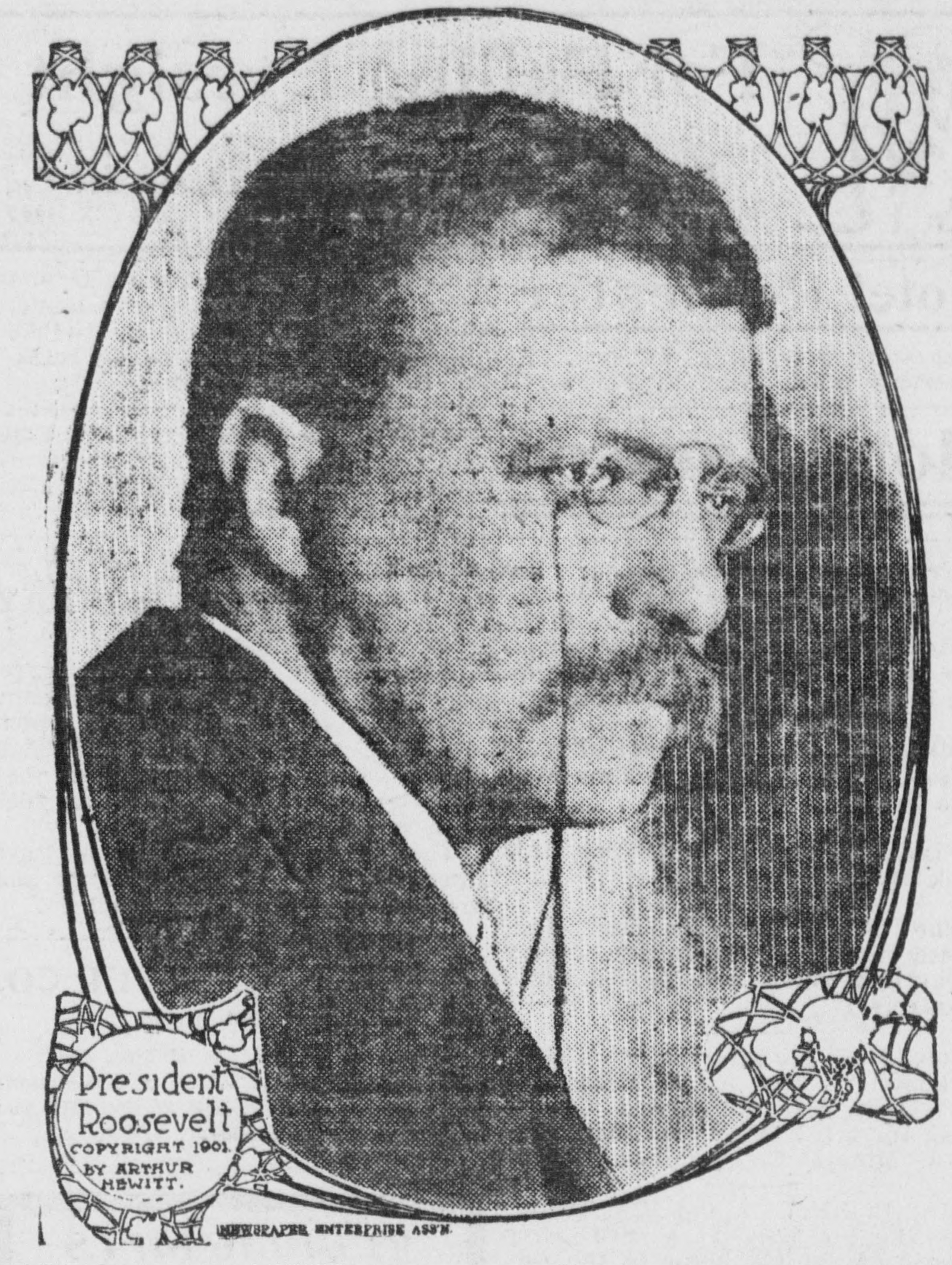

الصفقة العادلة (بالإنجليزية: Square Deal)‏ هو البرنامج المحلي الذي كان للرئيس ثيودور روزفلت، والذي عكس أهدافه الرئيسية الثلاثة: الحفاظ على الموارد الطبيعية، والسيطرة على الشركات، وحماية المستهلك.
غالبًا ما يُشار إلى هذه المطالب الثلاثة باسم «ثلاثة خدمات العملاء» في صفقة روزفلت المربعة. وبالتالي، كان يهدف إلى مساعدة مواطني الطبقة الوسطى وتضمن مهاجمة البلوتوقراطية والثقة السيئة مع حماية الأعمال في الوقت نفسه من المطالب الأكثر تطرفا للعمالة المنظمة.
كان روزفلت الجمهوري التقدمي يؤمن بإجراءات الحكومة للتخفيف من الشرور الاجتماعية، وبصفته رئيسًا ندد في عام 1908 «ممثلي الثروة المفترسة» بأنه مذنب «بجميع أشكال الإثم من قمع العمال بأجر إلى أساليب غير عادلة وغير صحية لسحق المنافسة. والاحتيال على الجمهور عن طريق بيع الأوراق المالية والتلاعب بالأوراق المالية».
خلال فترة رئاسته الثانية، حاول روزفلت تمديد فترة الصفقة العادلة أكثر، ولكن تم حظره من قبل الجمهوريين المحافظين في الكونجرس.